# Guldrushen i Witwatersrand

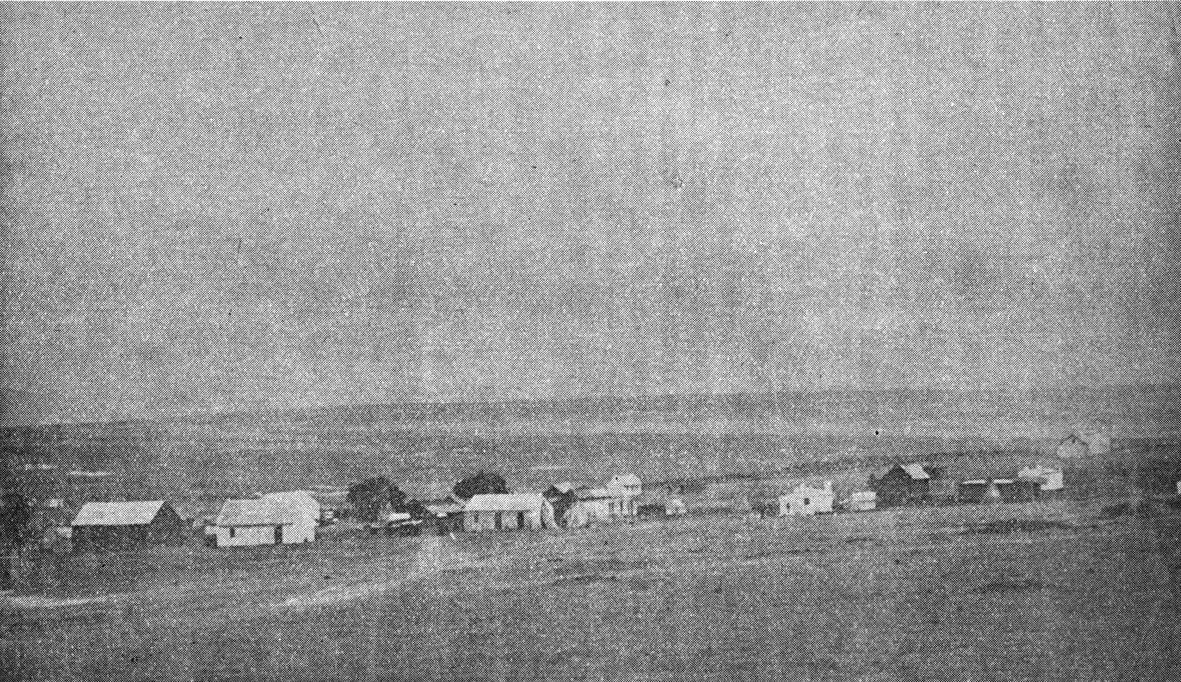
Gården i Barberton där det första guldet hittades. Foto från år 1886.

Guldrushen i Witwatersrand är beteckningen på den guldrush som var orsaken till att staden Johannesburg i Sydafrika grundades 1886.
Guldsand hade hittats i vattendragen kring Barberton redan 1876 men först 1884 fann Graham Hoare Barber de guldstråk som ledde till att man började bryta guld i bergskedjan Witwatersrand.
I början fanns här bara ett enkelt guldgrävarläger men när Edwin Bray upptäckte guld i bergen ovanför Barberton 1885 bildade han tillsammans med 14 delägare bolaget Sheba Reef Gold Mining Company. Brytningen tog fart på allvar 1887 och året efter bildades hela 44 bolag som totalt utvann 6 200 kg guld. 
Totalt har omkring 350 olika gruvor och inmutningar funnits i närheten av Barberton, men endast ett fåtal har producerat några större mängder guld. I dag (2020) finns fyra gruvor i drift. All brytning sker under jord och sedan 1887 har omkring 360 ton guld brutits i området.